# 153 Dywizja (III Rzesza)
153 Dywizja (niem. 153. Infanterie-Division) – niemiecka dywizja z czasów II wojny światowej.

## Formowanie i działania
Została stworzona  29 sierpnia 1939 r. w Poczdamie (Wehrkreis III) jako 153 Dywizja Zapasowa (Division Nr. 153). 11 września 1942 r. zreorganizowana i rozwinięta jako 153 Dywizja Rezerwowa (153. Reserve-Division). Pod koniec roku przeniesiono ją na Krym, gdzie nadzorowała 3 rezerwowe pułki grenadierów. 16 grudnia kolejny raz zreorganizowano jednostkę, tworząc 153 Polną Dywizję Szkoleniową (153. Feldausbildungs-Division). Począwszy od 1944 r. dywizja brała udział w ciężkich walkach nad dolnym Dnieprem, pod Odessą w Rumunii i na Węgrzech, gdzie została rozbita. Resztki dywizji zreorganizowano i przemianowano na 153 Dywizję Grenadierów (153. Grenadier-Division), która walczyła w ramach 1 Armii Pancernej do końca wojny.

## Struktura organizacyjna
- Struktura organizacyjna w 1944 roku:

715., 716. i 717. pułk grenadierów, 453. pułk artylerii, batalion pionierów, 153. batalion fizylierów, oddział przeciwpancerny, oddział łączności, polowy batalion zapasowy;

## Dowódcy dywizji
- Generalleutnant Curt Schönheinz – 26 sierpnia 1939,
- Generalleutnant Otto Schröder – od 1 grudnia 1939,
- Generalleutnant Diether von Böhm-Bezing – od 1 czerwca 1942,
- Generalleutnant Rene´de l'Homme de Courbière  – od 15 stycznia 1943,
- Genrealmajor Kurt Gerok – od 15 czerwca 1944,
- Generalleutnant Friedrich Bayer – od 11 września 1944,
- Generalleutnant Karl Eldeman – od 10 kwietnia 1945.